# BMW K 1300 S
Die BMW K 1300 S ist ein Motorrad des Fahrzeugherstellers BMW. Der Sporttourer wurde am 7. Oktober 2008 auf der Zweiradmesse Intermot in Köln präsentiert und bis September 2015 im BMW-Werk Berlin in Spandau gefertigt. Das vollverkleidete Motorrad ist eine konstruktive Weiterentwicklung der BMW K 1200 S und wird wie alle Modelle der K-Baureihe von einem Reihenmotor angetrieben.

## Geschichte
Anlässlich des 25-jährigen Bestehens der K-Reihe wurde 2008 die Weiterentwicklung der K 1200 S, von der insgesamt 60.000 Einheiten hergestellt wurden, vorgestellt. Durch Vergrößerung der Zylinderbohrung um einen Millimeter und des Kolbenhubs um 5,3 Millimeter wuchs der Hubraum um 136 cm³. Die Überarbeitung des Motors geschah unter der technischen Leitung von Ricardo, die z. B. auch das Getriebe für den Bugatti Veyron entwarfen. Eine verbesserte Gelenkwelle im Hinterradantrieb verringerte die Geräuschentwicklung und verbesserte die Schaltfreudigkeit. Um den Zuluftstrom zu optimieren, wurden die Airbox und die Ansaugkanäle geändert. Das Getriebe und die elektronisch gesteuerte Fahrwerksunterstützung wurden überarbeitet. Die Motorleistung stieg um 6 kW (8 PS) und das maximale Drehmoment um 10 Nm.
Der Verkaufsstart war im Februar 2009 zu einem Basispreis von 15.750 Euro. Motorräder mit vergleichbarer Motorcharakteristik und Fahrwerksgeometrie sind die Suzuki Hayabusa 1300, die Kawasaki ZX 12 R und die Honda CBR 1100 XX.

## Konstruktion

### Antrieb
Der flüssigkeitsgekühlte Vierzylindermotor erzeugt aus 1293 cm³ Hubraum eine Nennleistung von 129 kW (175 PS) bei einer Drehzahl von 9250 min−1 und ein maximales Drehmoment von 140 Nm bei 8250 min−1. Die Zylinder haben eine Bohrung von 80 mm, der Kolbenhub beträgt 64,3 mm, das Verdichtungsverhältnis 13,0 : 1. Die zwei kettengetriebenen obenliegenden Nockenwellen betätigen über Schlepphebel je zwei Einlass- und Auslassventile pro Zylinder. Der quer eingebaute Viertaktmotor wiegt 82,8 kg und ist um 55 Grad nach vorne geneigt, um den Gesamtschwerpunkt abzusenken.
Das Motorrad beschleunigt in 2,9 Sekunden von 0 auf 100 km/h und erreicht eine Höchstgeschwindigkeit von 285 km/h. Der Bremsweg aus 100 km/h beträgt bis zum Stillstand 37,3 Meter bei einer Verzögerung von durchschnittlich 10,3 m/s².

### Kraftübertragung
Im Primärtrieb verbinden Zahnräder die Kurbel- mit der Kupplungswelle. Eine hydraulisch betätigte Mehrscheibenkupplung rotiert im Ölbad und trennt den Motor vom Getriebe. Das klauengeschaltete Getriebe mit Schrägverzahnung hat sechs Gänge. Ein Kardanantrieb verbindet im Sekundärantrieb den Getriebeausgang mit der Hinterachse. Eine als Paralever bezeichnete Strebe oberhalb der Einarmschwinge reduziert bauartbedingte Reaktionskräfte des Kardanantriebs beim Beschleunigen und Verzögern.
Ein Schaltassistent ist als Sonderausstattung erhältlich, der zwischen Schalthebel und Getriebewelle montiert wird und ein Hochschalten ohne Betätigung der Kupplung ermöglicht. Beim Hochziehen des Schalthebels werden dazu für 50 Millisekunden Zündung und Einspritzung unterbrochen.

### Elektrische Anlage
Die Starterbatterie hat eine Kapazität von 12 Amperestunden und versorgt den elektrischen Anlasser, der Drehstromgenerator leistet 580 Watt. Der Bordcomputer kommuniziert mit den elektronischen Steuerungskomponenten von Motor und Fahrwerk über einen CAN-Bus. Das Rücklicht ist mit Leuchtdioden bestückt.

### Kraftstoffversorgung
Eine computergesteuerte Benzineinspritzung pumpt den Kraftstoff über Einspritzdüsen in die Zylinder, wo er je Zylinder durch eine Transistorzündanlage gezündet wird. Der durchschnittliche Kraftstoffverbrauch beträgt 5,8 Liter auf 100 km. Der Kraftstofftank fasst 19 Liter, davon sind 4 Liter Reserve. Der Hersteller empfiehlt die Verwendung von bleifreiem Motorenbenzin mit einer Klopffestigkeit von mindestens 95 Oktan. Die theoretische Reichweite beträgt 327 km. Ein geregelter Drei-Wege-Katalysator senkt in der Abgasnachbehandlung die Schadstoffe unter die Grenzwerte der Abgasnorm Euro-3. Die vier Abgaskrümmer der Auspuffanlage münden auf der rechten hinteren Fahrzeugseite in einen Endschalldämpfer.

### Fahrwerk und Bremsanlage
Das Fahrwerk baut auf einem Brückenrahmen aus Aluminium auf, der Heckrahmen ist angeschraubt. Das Vorderrad wird von einer Duolever-Aufhängung mit 115 mm Federweg geführt und von einer Doppelscheibenbremse mit Vier-Kolben-Bremssätteln verzögert. Das Hinterrad ist an einer Einarmschwinge aus Aluminium befestigt und wird von einer Scheibenbremse mit Zwei-Kolben-Schwimmsattel verzögert. Ein teilintegrales Antiblockiersystem unterstützt die Verzögerung an beiden Bremsen. Dabei verzögert die Fußbremse nur das Hinterrad und der Handbremshebel beide Räder. Eine Antriebsschlupfregelung (ASC) wird optional angeboten. Die nach vorn gekippte Zylinderbank mit den über den Motor gespannten Rahmenprofilen ermöglicht einen schmalen Knieschluss.
Eine Fahrwerksunterstützung mit der Bezeichnung Electronic Suspension Adjustment (ESA2) ist als Zubehör erhältlich. Das ESA2 steuert elektronisch die Zugstufendämpfung des vorderen und hinteren Federbeins sowie die Federbasis des hinteren Federbeins als auch über ein Elastomer-Element dessen Federrate. Die Fahrwerksdämpfung kann damit elektronisch der Fahrweise, der Beladung und den Fahrbahnverhältnissen angepasst werden.

## Kritiken
„Der Motor nimmt das Gas nicht ganz so sacht an, läuft rauer und legt eine nervig fiepende Geräuschkulisse an den Tag. Zwar ist die Kraftübertragung an das Hinterrad per Kardan wartungsfrei, schickt aber bei jedem Gasanlegen und Schließen ein lautes und ruckiges ‚Klonk‘ durch die Maschine.“

„Als K 1300 S ist die K 1200 S jetzt endlich so gut, wie sie im Grunde von Anbeginn hätte sein müssen. Als Sporttourer weist sie nun exzellente Qualitäten auf, egal ob im Solo- oder Soziusbetrieb. Egal ob auf kurvigen Bergstrecken oder schnellen Autobahnetappen.“

„Mit der auf 175 PS angewachsenen Leistung, einer cleveren elektronisch-verstellbaren Federung, Traktionskontrolle (ASC) und einer langen Zubehörliste, hat BMW Motorrad ein Bike gebaut, das beinah allem gewachsen ist. […] Mit 228 Kilogramm Trockengewicht ist die BMW K1300S ein Pummelchen und es wird auch keine leichtgewichtige Rennmaschine mehr aus ihr. Will sie ja auch gar nicht sein. Für einen Tourensportler reicht das Gebotene allemal.“

„Hier ein Millimeter weniger Nachlauf, dort ein minimal veränderter Reifenquerschnitt. Das Ergebnis ist ein Motorrad, das sich tatsächlich leichter, präziser und einfacher fahren lässt – wenngleich der bei Bedarf enorm rasante Vortrieb auch künftig viel Erfahrung und vor allem einen ausgeprägten Selbsterhaltungstrieb beim Fahrer voraussetzen.“

## Galerie

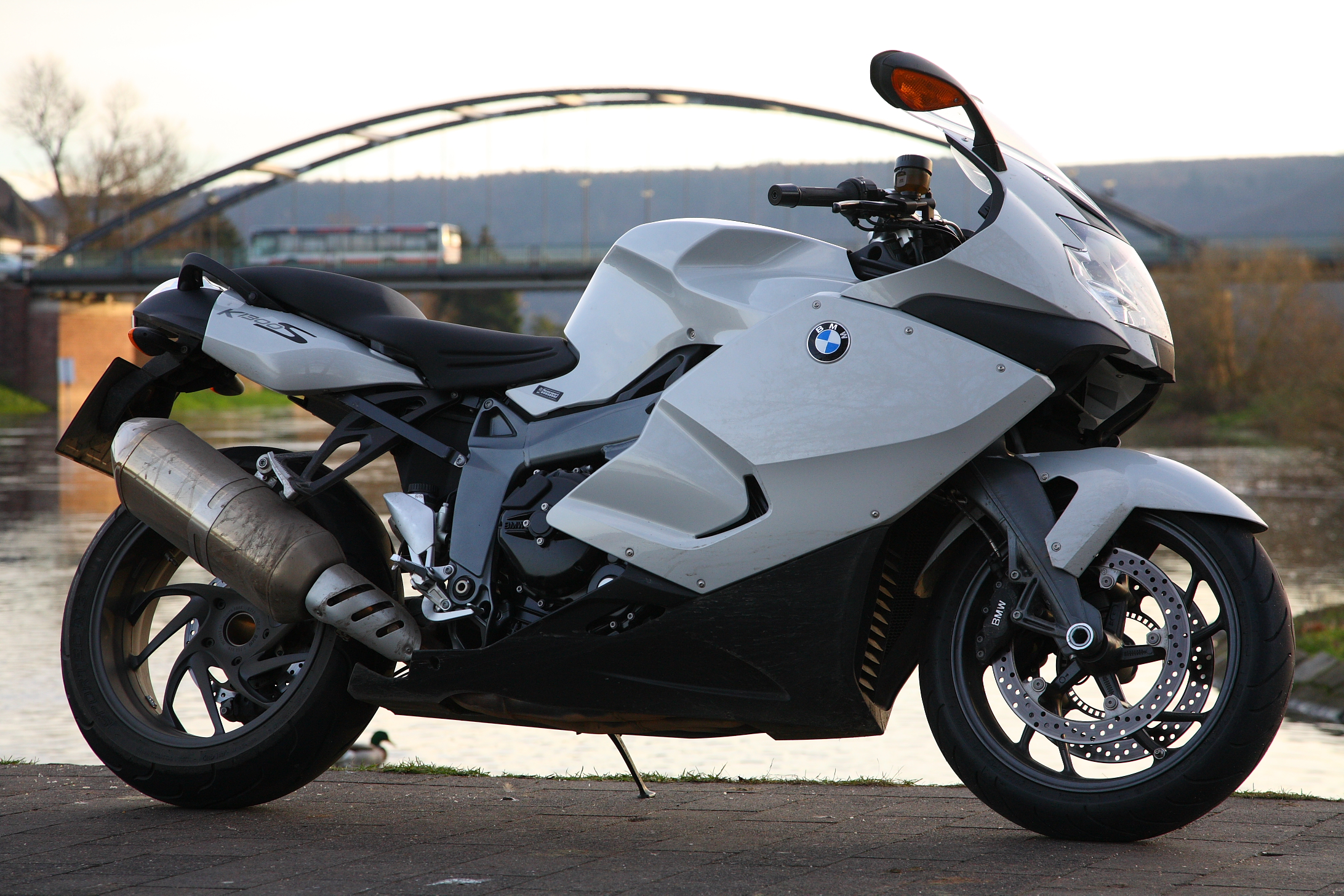
BMW K1300S (Bj. 2009) an der Weser in Beverungen / rechte Seitenansicht
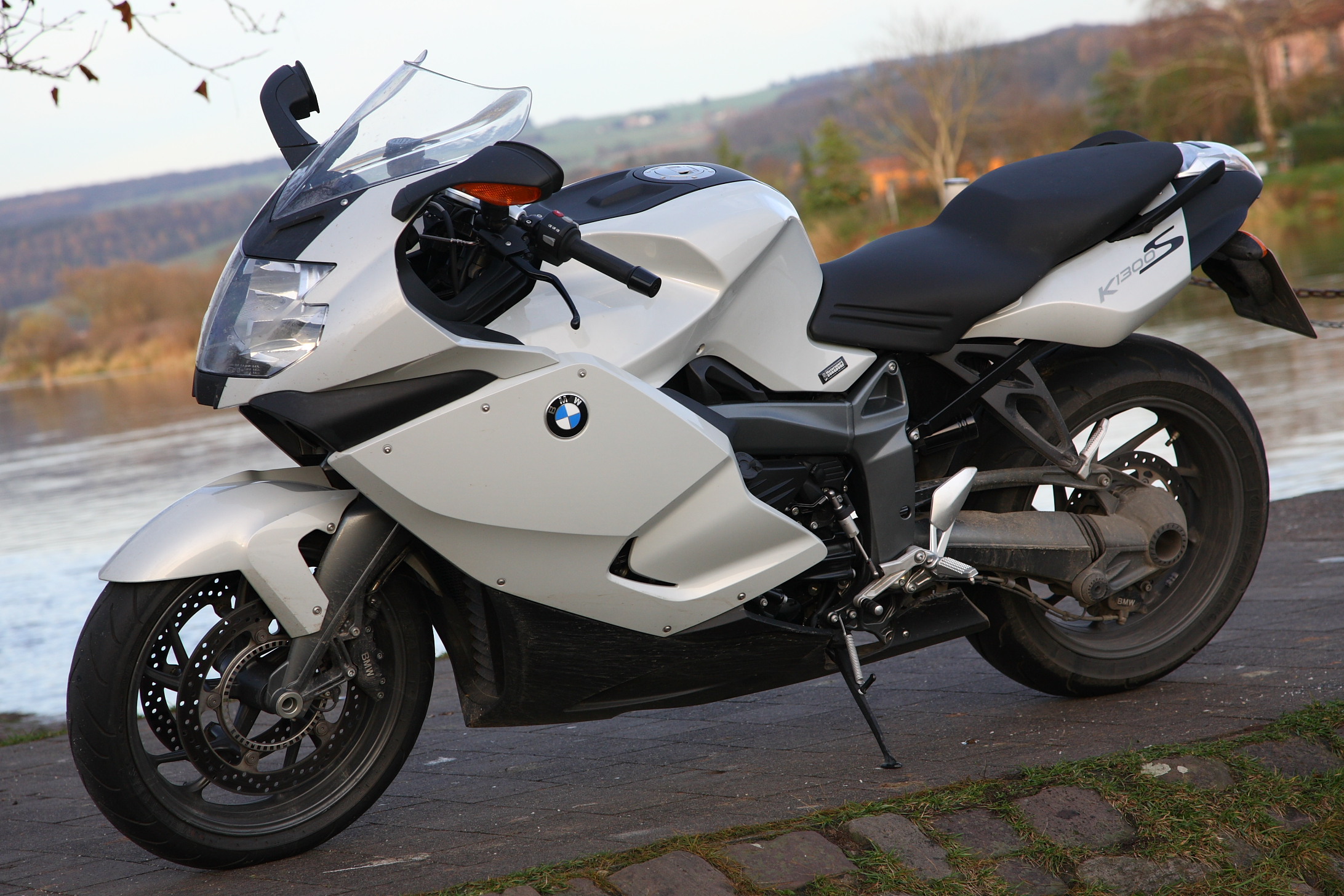
BMW K1300S (Bj. 2009) an der Weser in Beverungen / linke Seitenansicht